# Pegylis kigonserana
Pegylis kigonserana är en skalbaggsart som beskrevs av Moser 1919. Pegylis kigonserana ingår i släktet Pegylis och familjen Melolonthidae. Inga underarter finns listade i Catalogue of Life.